# MBC 뉴스데스크 대구·경북
《MBC 뉴스데스크 대구·경북》은 대구MBC TV에서 매주 월요일부터 목요일 오후 8시 30분, 금요일, 일요일 오후 8시 10분, 토요일 오후 8시 15분에 방송 중인 대구 지역 메인 뉴스 프로그램이다.

## 개요
대구MBC 뉴스데스크로 읽는다.

## 앵커
| 대수 | 진행자 | 진행자 | 진행 기간                         | 비고              |
| 대수 | 남성   | 여성   | 진행 기간                         | 비고              |
| ---- | ------ | ------ | --------------------------------- | ----------------- |
| 1대  | 조재한 | 윤윤선 | 일자 미상 ~ 2019년 3월 17일       |                   |
| 2대  | 조재한 | 이유진 | 2019년 3월 18일 ~ 일자 미상       |                   |
| 3대  | 서상국 | 이유진 | 일자 미상 ~ 2021년 8월 31일       |                   |
| 임시 | 권태근 | 이유진 | 2021년 9월 1일 ~ 2021년 9월 5일   |                   |
| 4대  | 박재형 | 윤윤선 | 2021년 9월 6일 ~ 2024년 2월 29일  |                   |
| 임시 | 박재형 | 이유진 | 2024년 3월 1일 ~ 2024년 3월 10일  |                   |
| 5대  | 박재형 | 오서윤 | 2024년 3월 11일 ~ 2024년 8월 11일 | [ 1 ] [ 2 ] [ 3 ] |
| 6대  | 빈칸   | 오서윤 | 2024년 8월 12일 ~ 현재            |                   |

## 코너

### 방영 코너
| 코너명           | 진행자 |
| ---------------- | ------ |
| 오늘의 주요 뉴스 |        |

### 종영 코너
| 코너명        | 진행자 |
| ------------- | ------ |
| 헤드라인 뉴스 |        |
| 클로징        |        |

## 경쟁 프로그램
- KBS 뉴스 9 대구·경북 (KBS 대구 1TV)
- TBC 8 뉴스 (TBC TV)